# Oluf Bagers Mødrene Gård
Oluf Bagers Mødrene Gård er en fredet bindingsværksbygning på Nørregade 29 i Odense, der blev opført i 1586 af forretningsmanden Oluf Bager. I dag er det et af Odenses få bevarede renæssancens byhuse. Bygningen blev købt af Realdania Byg i 2003 og fungerer i dag som ejendomsselskabets ene hovedkontor.

## Historie
Forretningsmanden Oluf Bager, der havde tjent penge på handel med bl.a. stude og klæder, lod i 1586 bygningen blev opført i Odense oven på resterne af en gård, som havde tilhørt hans mors slægt, hvorfra den har fået sit navn. Den tidligere gård nævnes i 1470. Bager opførte flere andre huse i byen. 
Siden opførslen er bygningen blev ombygget og udvidet flere gange. Den har fungeret både som herskabsbolig embedsboli og købmandsgård.
I slutningen af 1700-tallet blev baghuset, der kaldes det gule pakhus, opført. I 1772 etablerede Christian Gormsen Biering et trykkeri i bygningerne, hvor den første udgave af Fyens Stiftstidende blev trykt.
I 1919 blev Oluf Bagers Mødrene Gård fredet. Odense Kommune overtog bygningskomplekset i 1930'erne.
I 2003 blev den købt af Realdania Byg, der igangsatte en omfattende renovering, hvor bygningen i stort omfang blev ført tilbage til sit oprindelige udseende i renæssancestil. Renoveringen var færdig i maj 2005, og bygningen bruges i dag som Realdania Bygs domicil. I en tidligere stald i magasin bygningen er Restaurant Oluf Bagers Gård indrettet.

## Beskrivelse
Oluf Bagers Mødrene Gård er et pudset murstenshus i to stokværk.
Ud mod gaden er bygningen opført i sten, mens baghuset mod gården har udskåret bindingsværk. I kælderen findes fortsat spor af den tidligere bygning på stedet i form af tøndehvælvet.
Ejendommen har et areal på ca. 1500 m2.
Over døren står en tavle med følgende indskrift:
| Citat | Oluf Bager i Odense by lod her opbygge hans mødrene gård af ny. Gud unde os her så at bygge og bo at vi hos Gud må få den evige ro, sig til ære og os til gavn i faders, søns og Helligånds navn 1586. | Citat |
|       | |       |